# Kristi Marku
Kristi Marku (Durrës, 1995. április 13. –) albán labdarúgó, jelenleg a román Gloria Bistrița-Năsăud játékosa.

## Pályafutása

### Klubcsapatokban
A Teuta Durrës ifjúsági akadémiáján nevelkedett, 2012. augusztus 26-án debütált az első csapatban, a Shkumbini Peqin elleni győztes meccsen. Később a magyar, a koszovói, az örmény és az észt élvonalban is játszott. A 2019–20-as szezonban 5 mérkőzést játszott az Európa-ligában a Pjunik Jerevan színeiben.

### A válogatottban
Játszott az U15, U17, U19 és U21 albán ifjúsági válogatottban. 2014 szeptemberében hívták először a albán U21-es válogatottba a Románia elleni barátságos mérkőzésre.
2015 márciusában került be a keretbe a 2017. évi U21-es Európa-bajnoki selejtezőjére, Liechtenstein elleni mérkőzésre.

## Sikerei, díjai
KF Teuta Durrës
- Albán labdarúgó-bajnokság harmadik helyezett: 2012–13

 Partizani Tirana
- Albán labdarúgó-bajnokság második helyezett:	2016–17

 FA Pjunik Jerevan
- Örmény labdarúgó-bajnokság második helyezett: 2018–19